# Astiphromma
Astiphromma is een geslacht van vliesvleugeligen (Hymenoptera) uit de familie van de gewone sluipwespen (Ichneumonidae). Het behoort tot de onderfamilie Mesochorinae. De wetenschappelijke naam van het geslacht is voor het eerst geldig gepubliceerd door Arnold Förster in 1869.
Astiphromma is een vrij omvangrijk Holarctisch geslacht.

## Soorten
- A. aggressor (Fabricius, 1804)
- A. albitarse (Brischke, 1880)
- A. alsium Dasch, 1971
- A. anale (Holmgren, 1860)
- A. aquilonare Dasch, 1971
- A. barbatulum Schwenke, 1999
- A. buccatum (Thomson, 1886)
- A. caecum Schwenke, 1999
- A. calvum Dasch, 1971
- A. confusum Kusigemati, 1985
- A. consertum Schwenke, 1999
- A. contum Schwenke, 1999
- A. cordatum Dasch, 1971
- A. coronale Dasch, 1971
- A. dispersum Schwenke, 1999
- A. diversum Schwenke, 1999
- A. dorsale (Holmgren, 1860)
- A. elongatum Nakanishi, 1969
- A. euryops Dasch, 1971
- A. eximium Dasch, 1971
- A. exitiale Dasch, 1971
- A. gilvicrus Dasch, 1971
- A. gracilentum (Brischke, 1880)
- A. granigerum (Thomson, 1886)
- A. hamulum (Thomson, 1886)
- A. hokkaidense Nakanishi, 1969
- A. indianense Lee, 1992
- A. intermedium Constantineanu & Mustata, 1976
- A. interstitiale Constantineanu & Mustata, 1969
- A. italicum Schwenke, 1999
- A. japonense Lee, 1992
- A. jezoense Uchida, 1928
- A. laricis Schwenke, 1999
- A. leucogrammum (Holmgren, 1860)
- A. longiceps (Strobl, 1904)
- A. luculentum Dasch, 1971
- A. luridum Schwenke, 1999
- A. mandibulare (Thomson, 1886)
- A. nigriceps (Brischke, 1880)
- A. nigriventris Nakanishi, 1969
- A. nigrocoxatum (Strobl, 1904)
- A. nigrum Pfankuch, 1921
- A. nitidum Dasch, 1971
- A. ohharai Kusigemati, 1985
- A. pectorale Ashmead, 1892
- A. peltolatum Schwenke, 2004
- A. perditum Dasch, 1971
- A. perpendiculatum Nakanishi, 1969
- A. petiolatum Nakanishi, 1969
- A. pictum (Brischke, 1880)
- A. plagiatum (Thomson, 1885)
- A. prolongator Aubert & Shaumar, 1978
- A. psychron Dasch, 1971
- A. punctatum Uchida, 1933
- A. rimosum Schwenke, 1999
- A. rufipes (Brischke, 1880)
- A. rutilum Dasch, 1971
- A. scutellatum (Gravenhorst, 1829)
- A. sericans (Curtis, 1833)
- A. simile Dasch, 1971
- A. simplex (Thomson, 1886)
- A. splenium (Curtis, 1833)
- A. striatum (Brischke, 1880)
- A. taiwanense Lee, 1992
- A. taiwulengense Kusigemati, 1987
- A. tenuicorne (Thomson, 1886)
- A. tridentatum Schwenke, 1999
- A. trimaculosum Schwenke, 2004
- A. uliginosum Schwenke, 1999
- A. unicolor Uchida, 1933
- A. varipes (Holmgren, 1860)
- A. watanabei (Uchida, 1929)